# Live at the Rainbow 1972
Live at the Rainbow 1972 è un album live dei Man, pubblicato dalla World Wide Records nel 1990.Il disco fu registrato dal vivo al Rainbow di Londra, Inghilterra nel corso del loro tour inglese del 1972.

## Tracce
1. C'mon – 15:26 (Micky Jones, Phil Ryan, Terry Williams, Clive John)
2. Left Handed Methodist Missionary (monologue by Vivian Morris) – 1:08
3. Bananas – 14:20 (Micky Jones, Phil Ryan, Terry Williams, Clive John)
4. Love Your Life – 19:56 (Martin Ace, Clive John, Micky Jones, Deke Leonard, Terry Williams)
5. Life on the Road – 9:57 (Micky Jones, Phil Ryan, Terry Williams, Clive John)

## Musicisti
- Micky Jones - chitarra, voce
- Clive John - chitarra, voce
- Phil Ryan - tastiera, voce
- Will Youatt - basso, voce
- Terry Williams - batteria